# 24-desidrocolesterol redutase
A 24-desidrocolesterol redutase é uma proteína que em humanos é codificada pelo gene DHCR24.
Este gene codifica uma oxiredutase FAD-dependente que catalisa a redução da dupla ligação delta-24 de intermediários de esterol durante a biossíntese do colesterol. A proteína contém uma sequência sinalizadora que a redirecciona para a membrana do retículo endoplasmático. Mutações missense neste gene têm sido associadas com a desmosterolose. Também é reportada uma expressão reduzida do gene no córtex temporal de doentes com doença de Alzheimer. Uma expressão acima do normal foi observada em células cancerígenas na glândula adrenal.